# Distanza di sicurezza (romanzo)
Distanza di sicurezza è un romanzo del 2014 della scrittrice argentina Samanta Schweblin. L'opera ha ottenuto un forte impatto mediatico, il che ha consentito all'autrice di diventare una delle più apprezzate scrittrici argentine della sua epoca.

## Trama
Amanda è in fin di vita e trascorre il suo tempo parlando con David, lo strano bambino figlio della sua amica Carola. Man mano che la conversazione si sviluppa, la donna ripercorre la sua vita dal giorno in cui ha iniziato la sua vacanza in un paese dell'Argentina con sua figlia Nina. La donna racconta del primo incontro con Carola e con lo stesso David, della conversazione in cui Carola gli ha rivelato un'oscura verità su David, delle stranezze e dei vari bambini deformi che la donna ha notato nel paese. Questi fenomeni sembrano collegati al motivo per cui Amanda ha contratto una strana infezione che la sta uccidendo.

## Antefatti
L'opera trae ispirazione da alcuni reali fatti di cronaca connessi al massiccio utilizzo di pesticidi nell'agricoltura argentina, una pratica che ha causato molti problemi di rilievo nazionale.

## Accoglienza
Il romanzo ha ottenuto un buon successo a livello internazionale, avendo modo di essere distribuito in numerosi paesi e di essere tradotto in più lingue come inglese e italiano. La critica ha accolto in maniera generalmente positiva il romanzo.

## Adattamento cinematografico
Nel 2019 è stato distribuito un film omonimo da parte di Netflix. L'autrice vi ha preso parte come co-sceneggiatrice.

## Premi
- 2018: Premio Shirley Jackson per la traduzione inglese (Fever Dream)[7]